# Exploitation aurifère en Afrique du Sud

Les terrils de l'exploitation aurifère en 1911 dans le Transvaal.

L'exploitation de l'or en Afrique du Sud date de la fin du XIXe siècle, avec l'ouverture de la première mine en 1886. Elle se développe ensuite très fortement, le pays restant durant des années le premier producteur mondial d'or. En 1970, la production annuelle atteint 1 147 tonnes. Par la suite, elle décline lentement ; dans les années 2000, elle est d'abord dépassée au niveau mondial par la Chine, puis au niveau continental par le Ghana et le Mali
C’est la région du Transvaal qui concentre la plus grande partie des réserves et des mines d'or du pays.

## Histoire

### Origine du gisement
Deux hypothèses géologiques sont privilégiées par les scientifiques pour expliquer l'origine et la richesse des gisements d'Afrique du Sud : le modèle « placerien » et le modèle « hydrothermique », ces deux modèles étant étudiés chacun depuis le début du XXe siècle. Le modèle placerien explique la présence d'or par la présence d'un lac ou d'une mer à l'emplacement actuel des gisements aurifères. L'eau aurait ruisselé depuis les pentes environnantes en entraînant les grains d'or, qui se seraient accumulés en conglomérat au-dessus de la roche-mère. Le modèle « hydrothermique » explique au contraire la présence d'or par des remontées de fluides hydrothermaux ayant entraîné l'or le long de failles vers la surface, mais ces fluides se seraient arrêtés sous les couches de basalte, conduisant à une accumulation dans les couches sédimentaires.

### Découverte
La première découverte de l'or est faite en juin 1884 par Jan Bantjes (en), dans la ferme de Vogelstruisfontein. Elle est rapidement suivie, en septembre suivant, de la découverte du gisement de Confidence Reef par les frères Struben. Toutefois, ces découvertes, assez mineures, n'entraînent pas de ruée vers l'or. Le véritable démarrage de l'exploitation aurifère sud-africaine s'effectue quand George Harrison (en) découvre de l'or dans la ferme de Langlaagte, située dans la région du Witwatersrand, en juillet 1886.
Dès le mois suivant le camp minier compte trois mille habitants ; le 8 septembre 1886, neuf fermes sont déclarées exploitations minières publiques sous la direction informelle du colonel Ignatius Ferreira. C'est ce camp de mineurs qui devient la première agglomération formant ce qui devient par la suite Johannesbourg. Mais les expériences précédentes ont appris aux mineurs que la durée de vie des gisements est assez faible, et ils en tiennent compte dans l'aménagement du lieu, qui ne se veut que temporaire ; la plupart des bâtiments sont bâtis en fer et en bois,. Malgré tout, la nouvelle agglomération devient la première ville d'Afrique du Sud en dix ans, dépassant Le Cap.

### Industrialisation
Le 14 septembre 1886 est créée la Witwatersrand Gold Mining Company, première grande entreprise minière sud-africaine. Les premières machines sont implantées le 22 avril 1887 ; dès la fin de la même année quatorze mines sont exploitées et 93 bocards sont utilisés à ces fins,.

### Apogée
En 1970, la production atteint son sommet, avec 1 147 tonnes extraites du sous-sol.

### Déclin
En 2013, l'Afrique du Sud compte encore vingt-trois mines d'or ; le secteur aurifère représente encore à cette date un dixième des recettes de l'État sud-africain et 3% de son Produit intérieur brut. En septembre de cette année, une grève met à l'arrêt ces mines, qui font travailler d'ordinaire plusieurs dizaines de milliers de mineurs. En 2017, le pays ne tient plus que le septième rang mondial en termes de production d'or. Rien qu'entre 2015 et 2016, quarante mille emplois ont été perdus dans ce secteur. Le manque de rentabilité des filons est invoqué pour expliquer cette baisse, mais aussi l'accessibilité décroissante alors même que le cours de l'or est à la baisse au début des années 2010. Les matériels d'extraction sont anciens, certaines mines sont fermées pour non-respect des règles de sécurité ; enfin, les grèves continuent de paralyser le secteur.
Les mines abandonnées se retrouvent souvent exploitées illégalement par des hommes surnommés les « zama zama » (« ceux qui tentent leur chance » en zoulou). En 2023, le gouvernement lance l'opération « Vala Umgodi » contre ces exploitations illégales, souvent controlées par des réseaux criminels. Fin 2024, la police tente pendant plusieurs semaines de déloger des centaines de mineurs de la mine de Stilfontein en empêchant le ravitaillement. En un an, plus de 1 000 mineurs auraient été arrêtés lors de leur remontée à la surface.